# Badnapur
Badnapur  est une ville  de l’État du Maharashtra  en Inde.

## Géographie
Badnapur est dans le district de Jalna.
Badnapur a une gare ferroviaire sur le parcours Manmad - Aurangabad - Hyderabad.